# Anthurium sagittellum
Anthurium sagittellum är en kallaväxtart som beskrevs av Luis Aloysius, Luigi Sodiro. Anthurium sagittellum ingår i släktet Anthurium och familjen kallaväxter. Inga underarter finns listade.